# Lars Saabye Christensen
Lars Saabye Christensen (ur. 21 września 1953 w Oslo) – norweski poeta, prozaik, dramaturg, a także autor scenariuszy filmowych i telewizyjnych

## Życiorys
Lars Saabye Christensen zadebiutował zbiorem wierszy Historien om Gly (1976). Miał wtedy już na koncie kilka publikacji pojedynczych wierszy, m.in. w ukazującym się poza głównym nurtem piśmie literackim „Dikt og datt”. Przełomem w jego twórczości była powieść Beatles (1984), która stała się bestsellerem na norweskim rynku księgarskim. Pisarz otrzymał też Nagrodę Księgarzy (Bokhandlerprisen) i Nagrodę literacką Rady Nordyckiej (Nordisk Råds Litteraturpris) za powieść Halvbroren (Półbrat) (2001).
Swoją pierwszą powieść Amatøren (norw. amator) wydał w roku 1977. Autor żartuje, że każda z jego kolejnych książek mogłaby nosić ten tytuł. W jego powieściach przewija się galeria podobnych do siebie postaci – ludzi, których dręczy wewnętrzny niepokój i brak rozeznania we własnej egzystencji, którym brak życiowego profesjonalizmu i przygotowania do działania w każdej sytuacji, którzy zawsze dokonują niewłaściwych wyborów. A mimo to wzbudzają sympatię czytelnika.
Po Amatøren pisarz wydał trzy zbiory wierszy i dwie powieści, m.in. cieszącą się dużą popularnością powieść Jokeren (1982).
Dwa lata później w księgarniach pojawiła się powieść Beatles, która stała się największym, jak do tej pory, sukcesem wydawniczym w całej Norwegii. Powieść wciąż cieszy się uznaniem czytelników, zwłaszcza młodszego pokolenia. Akcja książki toczy się w Oslo latach 60. i 70. XX w. Losy czwórki nastoletnich przyjaciół (Kim, Seb, Ola i Gunnar), snujących marzenia, konfrontujących swoje życiowe oczekiwania z rzeczywistością, przeżywających wzloty i upadki młodości, zyskały czytelników w wielu krajach, zwłaszcza w Niemczech i Danii. W 2006 została w plebiscycie czytelników norweskiej gazety "Dagbladet" uznana za najważniejszą książkę ostatniego ćwierćwiecza. Beatles miało wpływ także na innych skandynawskich pisarzy. W pierwszym tomie Mojej walki Knausgard wspomina swoją młodzieńczą lekturę tej powieści.
Po sukcesie Beatles pisarz zajął się wieloma różnymi formami twórczości. Za powieść kryminalną Sneglene (1987) otrzymał Nagrodę Rivertona. Zaangażował się też w pisanie scenariuszy filmowych, m.in. do ekranizacji prozy Knuta Hamsuna. W tym czasie ukazały się dwie ze znanych w Polsce książek Christensena – Herman (1988) i Jubel (1995). W 2001, w 25-lecie pracy twórczej, pisarz wydał powieść – Halvbroren (polskie wydanie w „Półbrat”, 2004).
Lars Saabye Christensen został uhonorowany wieloma nagrodami literackimi. Król Norwegii Harald V odznaczył 24 października 2006 pisarza komandorią Orderu Świętego Olafa za zasługi dla literatury norweskiej. W 2008 został kawalerem francuskiego Orderu Sztuki i Literatury.

## Twórczość
- Historien om Gly – zbiór wierszy (1976)
- Amatøren – powieść (1977)
- Kamelen i mitt hjerte – zbiór wierszy (1978)
- Jaktmarker – powieść (1979)
- Billettene – powieść (1980)
- Jokeren – powieść (1981)
- Paraply – zbiór wierszy (1982)
- Beatlesi. Powieść – powieść (Beatles, 1984, wyd. polskie 2016, Wydawnictwo Literackie, Kraków)[4]
- Blodets bånd – powieść (1985)
- Åsteder – zbiór wierszy (1986)
- Colombus ankomst – sztuka teatralna (1986)
- Sneglene – powieść (1987)
- Herman – powieść (Herman, 1988, wyd. polskie 2000, Świat Literacki)
- Stempler – zbiór wierszy (1989)
- Vesterålen – zbiór wierszy (1989)
- Bly – powieść (1990)
- Gutten som ville være en av gutta – powieść (1992)
- Ingens – opowiadania (1992)
- Den akustiske skyggen – zbiór wierszy (1993)
- Mekka – dramat (1994)
- Jubel – powieść (Jubel, 1995, wyd. polskie 1999, Książnica)
- Den andre siden av blått. Et bildedikt fra Loften og Vesterålen (wyd. zbiorowe) – zbiór wierszy (1996)
- Den misunnelige frisøren – opowiadania (1997)
- Noen som elsker hverandre – opowiadania (1999)
- Pasninger – zbiór wierszy (1999)
- Falleferdig himmel – zbiór wierszy (1999)
- Kongen som ville ha mer enn en krone (wyd. zbiorowe) – książka dla dzieci (1999)
- Under en sort paraply – zbiór wierszy (1999) (wybór i posłowie: Niels F. Dahl).
- Mann for sin katt – książka dla dzieci (2000) (ilustracje: Rune Johan Andersson)
- Pinnsvinsol – zbiór wierszy (2000)
- Półbrat – powieść (Halvbroren, 2001, wyd. polskie 2004)
- Maskeblomstfamilien – powieść (2003)
- Sanger og steiner – zbiór wierszy (2003)
- SATS – opowiadania (2003)
- Oscar Wildes heis – opowiadania (2004)
- Modellen – powieść (2005)
- Norske omveier – i blues og bilder – zbiór wierszy (zdjęcia: Bård Løken) (2005)
- Saabyes cirkus – powieść (2006)
- Den arktistike drømmen (2007)
- Ordiord – (2007) (ilustracje: Rune Johan Andersson)
- Bisettelsen – powieść (2008)
- Visning – powieść (2009)
- Etter mesterskapet – zbiór wierszy (2010)
- Men Buicken står her fremdeles : reviderte servietter, dikt, amerikanske huskelapper, skrøner og fotografier – zbiór wierszy (2010)
- Mitt danske ablum – zbiór wierszy (2010)
- Bernhard Hvals forsnakkelser – powieść (2010)
- Long Distance Call – zbiór wierszy (2011)
- Min Buick er lastet med – zbiór wierszy (2012)
- Etter karnevalet – zbiór wierszy (2012)
- Odpływ – powieść (Sluk, 2012, wyd. polskie 2015, Wydawnictwo Literackie, Kraków)[5]